# Сафа Бейрут
«Спортивний Клуб Сафа» — футбольний клуб з Бейруту, що виступає у прем'єр лізі Лівану. Заснований у 1939 році, виграв три чемпіонські титули Лівану, три внутрішні кубки, один Суперкубок і два Елітні кубки. Представляючи Ліван у кубку АФК, вони дійшли до фіналу у 2008-му.
«Сафа» створений у 1939 році, виграти перший трофей вдалося у 1964 році, це був Кубок Лівану.
Повторити це досягнення вдалося у 2000 році.
Наступним успіхом клубу став Елітний Кубок у 2009 році.
У сезоні 2011–2012, «Сафа» вперше в історії перемогла у чемпіонаті, ставши 12-м клубом, якому це вдалося. Цього ж року, «Сафа» виграла свій друг Елітний Кубок.
У сезоні 2012–2013, команда взяла Золотий Дубль, вигравши у кубку та чемпіонаті.
На початку наступного сезону вдалося виграти у Суперкубку.
У сезоні 2015–2016, «Сафа» виграла свій поки що останній трофей, це — перше місце у чемпіонаті Лівану.